# Original net animation
Original net animation (ONA) (オリジナルネットアニメ, Orijinaru netto anime) is een term die vooral in Japan wordt gebruikt voor animeseries die direct worden uitgebracht op internet alvorens te worden uitgezonden op televisie of uitgebracht op een andere drager, zoals dvd of blu-ray. Dit is een vrij nieuwe vorm van uitbrengen van animeproducties, die nog niet op grote schaal voorkomt. Vooral de grote toename van Japanse websites die streaming media aanbieden, heeft bijgedragen aan de opkomst van ONA.
De naam is afgeleid van original video animation, een term voor direct-naar-video-animeseries. Veel promotiefilmpjes en voorvertoningen van nieuwe series worden tegenwoordig uitgebracht als ONA's.
ONA's zijn over het algemeen van tamelijk korte duur, van 1 tot 5 minuten, hoewel een lengte van circa 20 à 22 minuten ook steeds vaker voorkomt.

## Geschiedenis
De eerste serie die als ONA werd uitgezonden, was Infinite Ryvius Illusion op 30 juni 2000.
De term werd voor het eerst gebruikt in Japan in 2001 door de groep achter de pilotaflevering van Papillon Rose. De serie is echter nooit als ONA uitgezonden.
In eerste instantie waren bijna alle ONA's het werk van fans of van kleine onafhankelijke studio's. Anime International Company (AIC) was in 2002 de eerste grote studio die een ONA uitbracht: Mahou Yuugi.